# Betula sandbergii
Betula sandbergii är en björkväxtart som beskrevs av Nathaniel Lord Britton. Betula sandbergii ingår i släktet björkar, och familjen björkväxter. Inga underarter finns listade.